# Syntetisk biologi
Syntetisk biologi är ett nytt forskningsområde inom biologi och teknik som kombinerar naturvetenskap och ingenjörskonst. Fältet omfattar en mängd olika strategier, metoder, discipliner med en mängd olika definitioner. Det gemensamma målet är att designa och konstruera nya biologiska funktioner och system som inte finns naturligt.
Syntetisk biologi kan till exempel användas för medicinsk behandling och diagnostik. Detta innefattar bland annat snabbare diagnosverktyg som biosensorer som kan upptäcka patogener, som bakterier och virus både i växter och djur. 